# Lagenophorinae
La  Lagenophorinae Y.R.Ling, 1997 è una sottotribù di piante angiosperme dicotiledoni della famiglia delle Asteraceae (sottofamiglia Asteroideae e tribù Astereae/clade Aster lineage).

## Etimologia
Il nome scientifico della sottotribù deriva da un suo genere tipo (Lagenophora) la cui etimologia deriva a sua volta dal nome di un contenitore a forma di zucca (collo stretto e ventre largo) utilizzato anticamente per contenere liquidi.
Il nome scientifico della sottotribù è stato definito dal botanico Yeou Ruenn Ling (1937-) nella pubblicazione " Bulletin of Botanical Research. Harbin" ( Bull. Bot. Res., Harbin 17(1): 12) del 1997. In realtà la sottotribù è stata descritta per la prima volta dal botanico Guy L. Nesom nel 1994.

## Descrizione

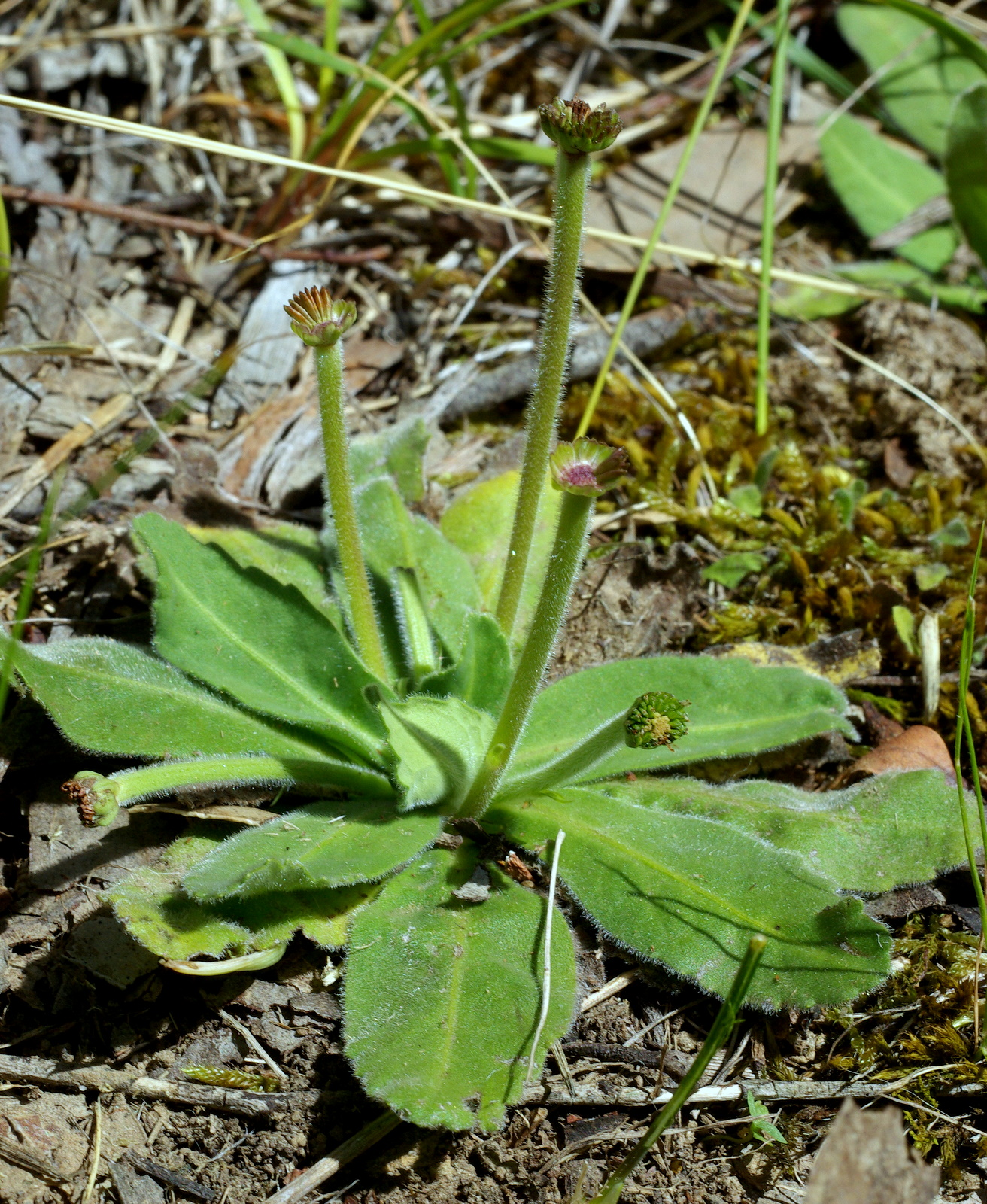
Il portamento
Solenogyne_gunnii

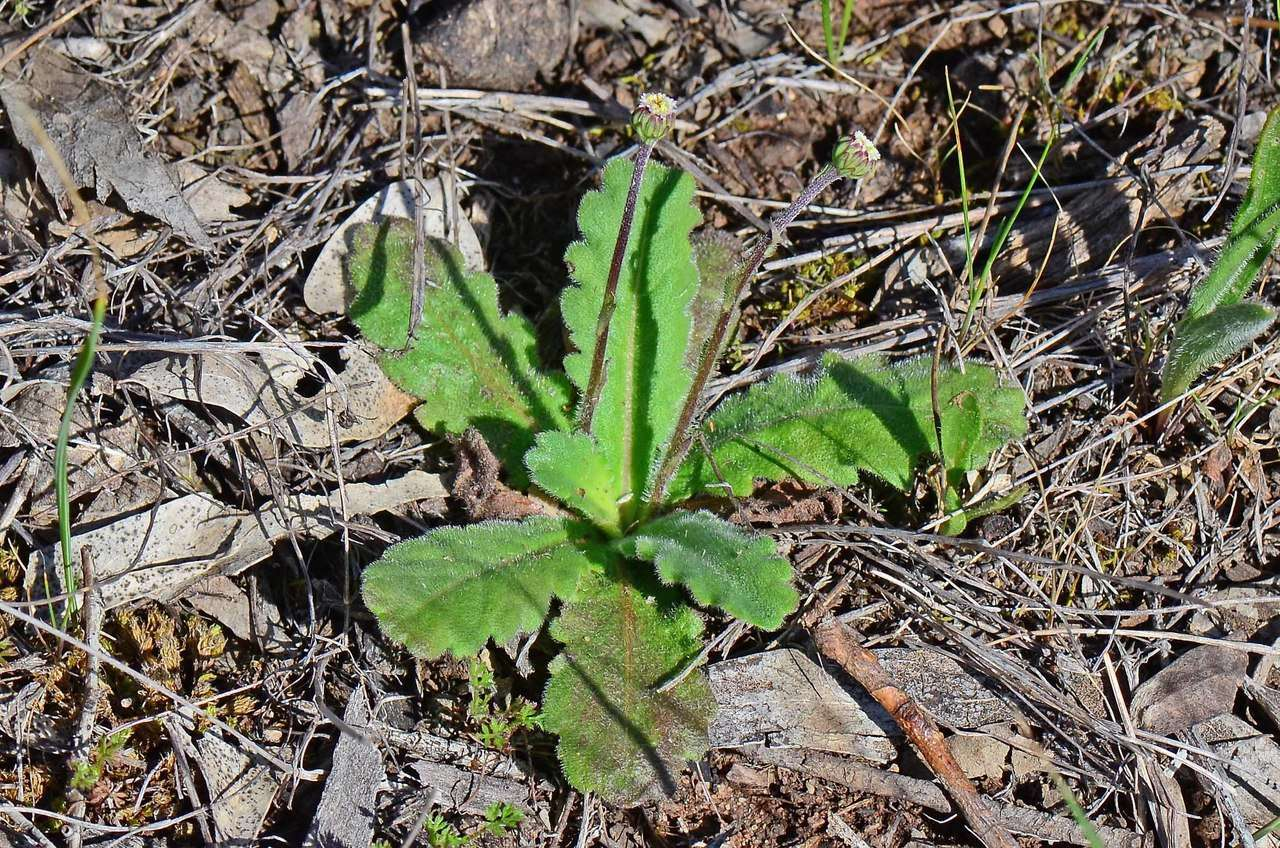
Le foglie
Lagenophora_gunniana

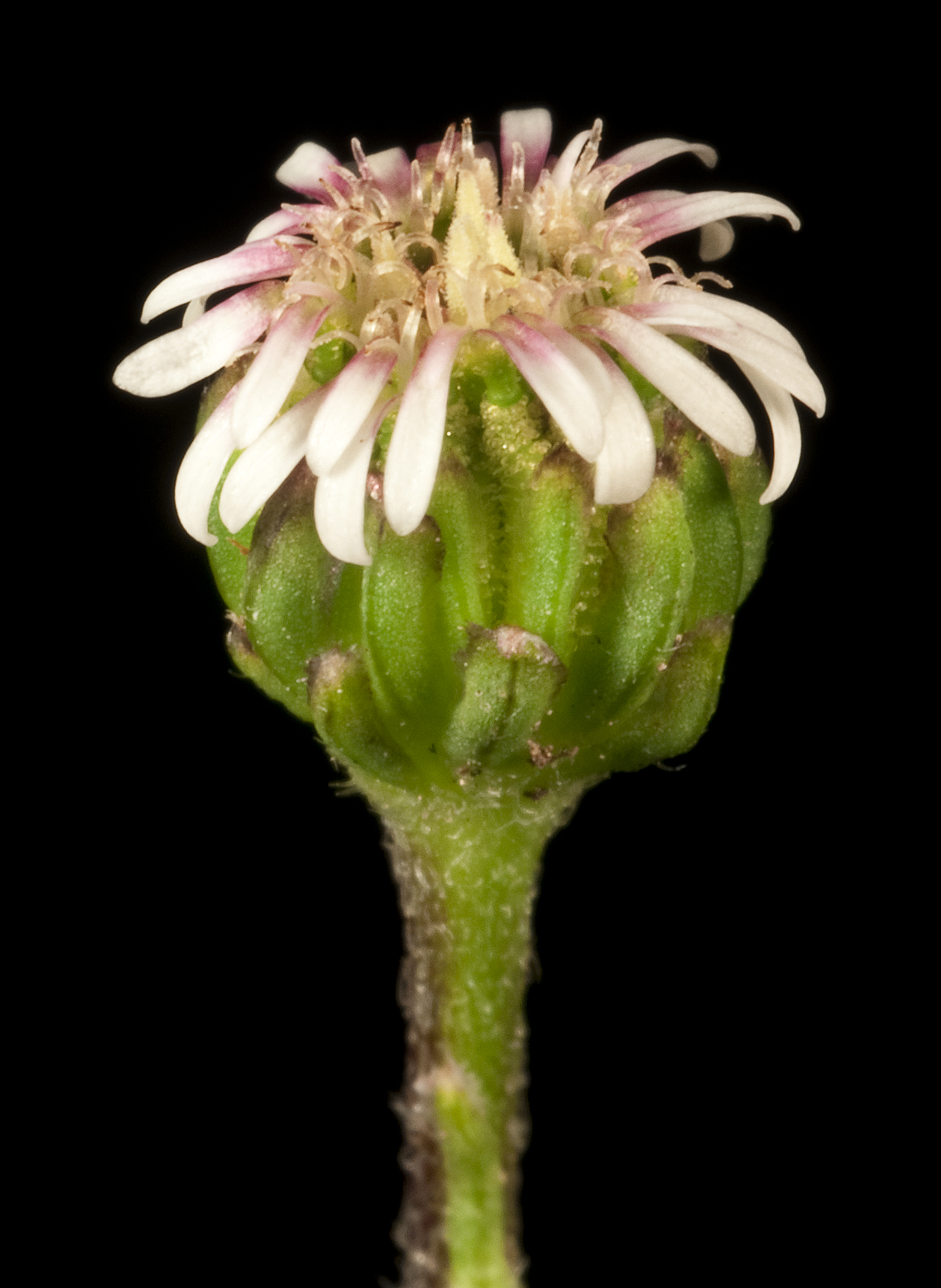
Infiorescenza
Lagenophora huegelii

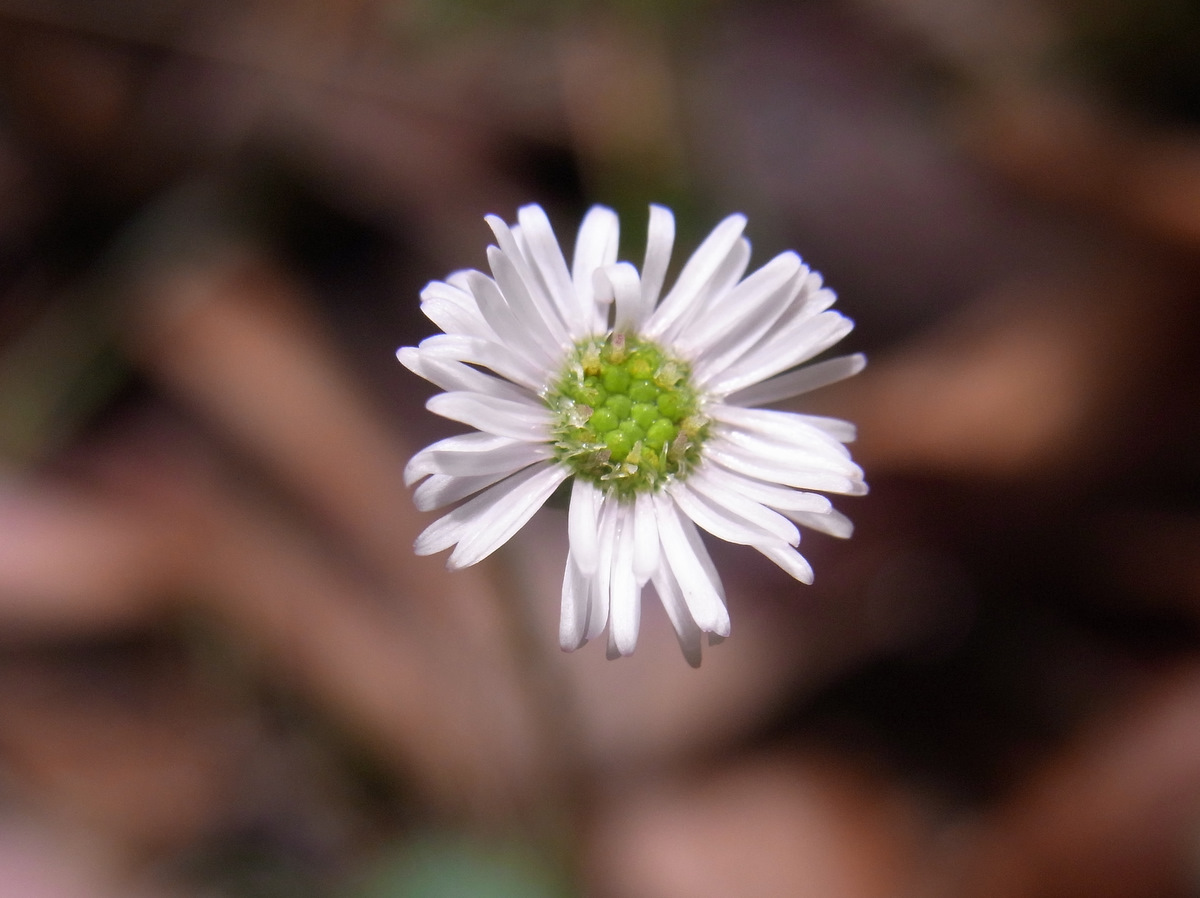
I fiori
Lagenophora gracilis

Portamento. Le specie di questo gruppo hanno un habitus di tipo erbaceo annuale o perenne o sub-arbustivo (talvolta il portamento è suffruticoso).
Fusto. La parte aerea in genere è eretta, semplice o ramosa. 
Foglie. Le foglie sono disposte in modo alternato, picciolate o sessili. In maggioranza formano una rosetta basale; quelle cauline sono di minori dimensioni. La lamina varia da intera a dentata o lobata (talvolta è seghettata). La superficie è stipitato-ghiandolare oppure non ghiandolosa.
Infiorescenza. Le sinflorescenze sono sia scapose (capolini solitari) che composte da alcuni capolini raccolti in formazioni panicolate sciolte. Le infiorescenze vere e proprie sono composte da un capolino in genere piccolo, terminale e peduncolato di tipo radiato con fiori eterogami. I capolini sono formati da un involucro, con forme da cilindriche a campanulate, composto da diverse brattee, al cui interno un ricettacolo fa da base ai fiori di due tipi: fiori del raggio e fiori del disco. Le brattee, piatte con apici arrotondati a consistenza erbacea, sono disposte in modo più o meno embricato su 2 - 3 serie. Il ricettacolo in genere è nudo ossia senza pagliette a protezione della base dei fiori; la forma varia da convessa a piatta (raramente è conica)
Fiori.  I fiori sono tetra-ciclici (formati cioè da 4 verticilli: calice – corolla – androceo – gineceo) e pentameri (calice e corolla formati da 5 elementi). Si distinguono in:
- fiori del raggio (esterni): sono femminili e sono disposti su 1 - 8 serie; la forma è ligulata (zigomorfa); in genere hanno le ligule corte (non attorcigliate ma talvolta riflesse);
- fiori del disco (centrali): sono più numerosi con forme brevemente tubulose (attinomorfe); sono ermafroditi o spesso funzionalmente maschili (ovaie sterili).

- Formula fiorale:

*/x K {\displaystyle \infty }, [C (5), A (5)], G 2 (infero), achenio
- Calice: i sepali del calice sono ridotti ad una coroncina di squame.

- Corolla: la forma della corolla alla base è più o meno imbutiforme, mentre all'apice è ligulata a 5 (raramente 3) denti (i fiori del raggio) o tubolare con 5 (raramente 4) lobi (i fiori del disco); i lobi, patenti o eretti, hanno una forma più o meno triangolare. I colori della corolla sono giallo (i fiori del disco) e bianco o blu (i fiori del raggio).

- Androceo: l'androceo è formato da 5 stami sorretti da filamenti generalmente liberi; gli stami sono connati e formano un manicotto circondante lo stilo; le teche (produttrici del polline) alla base sono troncate e sono lievemente auricolate (molto raramente sono speronate o hanno una coda); le appendici apicali delle antere hanno delle forme piatte e lanceolate; il tessuto endoteciale (rivestimento interno dell'antera) è quasi sempre polarizzato (con due superfici distinte: una verso l'esterno e una verso l'interno). Il polline è sferico con un diametro medio di circa 25 micron;  è tricolporato (con tre aperture sia di tipo a fessura che tipo isodiametrica o poro) ed è echinato (con punte sporgenti).[10][12]

- Gineceo: l'ovario è infero uniloculare formato da 2 carpelli.[6] Lo stilo (il recettore del polline) è profondamente bifido (con due stigmi divergenti) e con le linee stigmatiche marginali separate.[13] I due bracci dello stilo hanno una forma da lanceolata a deltoide e possono essere papillosi.

Frutti. I frutti sono degli acheni con pappo; in alcune specie è presente un certo dimorfismo (gli acheni dei fiori del raggio differiscono dagli acheni dei fiori del disco);
- achenio: gli acheni, con forme obovate, sono lateralmente compressi con due (tre o più) nervature laterali; normalmente hanno un becco apicale (o delle ghiandole decidue o persistenti); la superficie è cosparsa da setole; la parete dell'achenio è formata da celle contenenti rafidi ma prive di fitomelanina; il carpoforo è anulare; le setole con punte a forma di ancora non sono presenti;
- pappo: il pappo è mancante o ridotto o provvisto di poche setole.

## Biologia
Impollinazione: l'impollinazione avviene tramite insetti (impollinazione entomogama tramite farfalle diurne e notturne).

Riproduzione: la fecondazione avviene fondamentalmente tramite l'impollinazione dei fiori (vedi sopra).

Dispersione: i semi (gli acheni) cadendo a terra sono successivamente dispersi soprattutto da insetti tipo formiche (disseminazione mirmecoria). In questo tipo di piante avviene anche un altro tipo di dispersione: zoocoria. Infatti gli uncini delle brattee dell'involucro (se presenti) si agganciano ai peli degli animali di passaggio disperdendo così anche su lunghe distanze i semi della pianta. Inoltre per merito del pappo il vento può trasportare i semi anche a distanza di alcuni chilometri (disseminazione anemocora).

## Distribuzione e habitat
Le specie di questa sottotribù sono distribuite soprattutto in Nuova Guinea.

## Sistematica
La famiglia di appartenenza di questa voce (Asteraceae o Compositae, nomen conservandum) probabilmente originaria del Sud America, è la più numerosa del mondo vegetale, comprende oltre 23.000 specie distribuite su 1.535 generi, oppure 22.750 specie e 1.530 generi secondo altre fonti (una delle checklist più aggiornata elenca fino a 1.679 generi). La famiglia attualmente (2021) è divisa in 16 sottofamiglie; la sottofamiglia Asteroideae è una di queste e rappresenta l'evoluzione più recente di tutta la famiglia.

### Filogenesi
Il gruppo di questa voce è descritto nella tribù Astereae, una delle 21 tribù della sottofamiglia Asteroideae). Da un punto di vista filogenetico, la tribù Astereae fa parte del supergruppo (o sottofamiglia) "Asteroideae grade"; l'altro è il supergruppo "Non-Asteroideae" contenente il resto delle sottofamiglie delle Asteraceae. All'interno del supergruppo è vicina alle tribù Senecioneae, Calenduleae, Gnaphalieae e Anthemideae.
I caratteri più notevoli della tribù Astereae sono: la base delle antere sono prive di code e non sono calcarate (speronate); le linee stigmatiche dei bracci dello stilo sono totalmente separate; i due bracci dello stilo hanno una forma breve o allungata da lanceolata a deltoide e possono essere papillosi o ricoperti da ciuffi di peli (all'esterno, mentre all'interno sono glabri). La distribuzione della maggior parte delle specie di questo gruppo è nelle regioni temperate nord e sud.
In base alle ultime ricerche nella tribù sono stati individuati (provvisoriamente) 5 principali lignaggi:
- Basal grade: include alcuni generi isolati, il gruppo "South American-Oceania",  alcune sottotribù africane e il gruppo dei generi legnosi del Madagascar.
- Bellis lineage: comprende le sottotribù eurasiatiche e una sottotribù africana.
- Aster lineage: include i generi asiatici di Asterinae e i principali gruppi dell'Australia e dell'Oceania.
- Baccharis lineage: include alcuni gruppi sudamericani.
- North American lineage: include la vasta gamma di sottotribù del Nordamerica, Messico e alcuni gruppi distribuiti nel Sudamerica.

La sottotribù di questa voce è inclusa nel Aster lineage i cui caratteri principali sono: la base delle antere sono prive di code e non sono calcarate (speronate); le linee stigmatiche dei bracci dello stilo sono totalmente separate; i due bracci dello stilo hanno una forma breve o allungata da lanceolata a deltoide e possono essere papillosi o ricoperti da ciuffi di peli (all'esterno, mentre all'interno sono glabri). La distribuzione della maggior parte delle specie di questo gruppo è nelle regioni temperate nord e sud.
I caratteri distintivi delle specie di questa sottotribù sono:
- i fiori del raggio sono corti;
- il ricettacolo normalmente varia da convesso a piatto (raramente è conico);
- gli acheni spesso hanno un becco apicale;
- la superficie degli acheni è ricoperta da setole senza forma di ancora all'apice;
- il pappo è mancante o ridotto o provvisto di poche setole.

Il numero cromosomico delle specie di questo gruppo è di base x = 9.

### Composizione della sottotribù
La sottotribù Lagenophorinae comprende 7 generi e 49 specie.
| Genere                                 | N. specie                                         | Distribuzione                                                               | Caratteri più significativi | Numeri cromosomici | Fiori |
| -------------------------------------- | ------------------------------------------------- | --------------------------------------------------------------------------- | --- | ------------------ | ----- |
| Lagenocypsela Swenson & K.Bremer, 1994 | 2                                                 | Nuova Guinea                                                                | Le brattee dell'involucro sono da 9 a 16 e sono denticolate. - Le foglie sono intere. - Gli oavari dei fiori del disco sono completamente assenti. - Gli acheni hanno un becco ben visibile e sono compressi.                                                     |                    |       |
| Lagenophora Cass., 1816                | 25                                                | Sud America, India, Asia orientale, Nuova guinea, Australia e Nuova Zelanda | I capolini sono del tipo radiato con i fiori del raggio ben sviluppati. - Le brattee dell'involucro hanno delle forme strettamente da lanceolate a lineari con apice da acuto a acuminato. - Il ricettacolo è convesso. - Gli acheni sono provvisti di ghiandole. | 2n = 18            |       |
| Keysseria Lauterb., 1914               | 11                                                | Borneo e Nuova Guinea                                                       | Il portamento è arbustivo aromatico. - Le foglie dell'anno in corso sono disposte in modo rosulato. - I capolini sono sorretti da lunghi peduncoli. - Le antere hanno delle corte code.                                                                           | 2n = 18            |       |
| Novaguinea D.J.N.Hind, 2004.           | Una specie: Novaguinea rudalliae D.J.N.Hind, 2004 | Nuova Guinea                                                                | I capolini sono sessili durante la fioritura e pedicellati a maturità del frutto. - Le brattee involucrali esterne sono più lunghe di quelle interne. - I fiori marginali sono debolmente radiati e sono bilabiati.                                               |                    |       |
| Piora J.Kost., 1966                    | Una specie: Piora ericoides J.Kost., 1966         | Nuova Guinea                                                                | Le foglie sono disposte densamente e in modo uniforme lungo gli steli. - I capolini sono più o meno sessili. - Le antere sono prive di appendici apicali. |                    |       |
| Pytinicarpa G.L.Nesom, 1994            | 5                                                 | Nuova Caledonia                                                             | I capolini sono di tipo radiato con i fiori del raggio ben sviluppati. - La forma dell'involucro varia da ellittico-obovata a oblunga. - Il ricettacolo è decisamente acuto. - Gli acheni sono ghiandolosi.                                                       |                    |       |
| Solenogyne Cass., 1828                 | 4                                                 | Australia, Tasmania e Nuova Zelanda                                         | Le foglie hanno dei contorni dentati. - Le ovaie dei fiori del disco sono presenti ma sterilii. - Il becco degli acheni è rudimentale o assente. | 2n = 18            |       |

### Chiave per i generi
Per meglio comprendere ed individuare alcuni dei generi della sottotribù l'elenco seguente utilizza il sistema delle chiavi analitiche.
- 1A: le corolle dei fiori del disco hanno una forma a tubo globoso, i cui lobi bruscamente si aprono ampiamente; le corolle dei fiori femminili hanno un portamento radiato;

- 2A: le foglie dell'anno in corso sono raggruppate più o meno in rosette basali; i capolini sono sorretti da lunghi peduncoli scapiformi; le antere possiedono delle piccole appendici apicali;

Keysseria
- 2B: le foglie sono disposte più o meno densamente e uniformemente sugli steli; i capolini non hanno dei peduncoli molto evidenti; le antere non possiedono delle piccole appendici apicali;

Piora
- 1B: le corolle dei fiori del disco hanno una forma di un lungo e stretto tubo, i cui lobi si aprono gradualmente; le corolle dei fiori femminili hanno o non hanno dei lobi;

- 3A: i capolini hanno un portamento radiato; i lobi dei fiori del raggio sono molto sviluppati; i frutti acheni sono ghiandolosi;

- 4A: le brattee dell'involucro sono da strettamente lanceolate a lineari, acute e acuminate all'apice; il ricettacolo è convesso;

Lagenophora
- 4B: le brattee dell'involucro sono da ellittico- obovate a oblunghe, arrotondate e ottuse; il ricettacolo è nettamente acuto;

Pytinicarpa
- 3B: i capolini hanno un portamento simile ad un disco piatto; le corolle dei fiori femminili sono rudimentali o assenti;

- 5A: gli acheni hanno un becco; l'ovario dei fiori del disco è completamente assente; le foglie hanno la lamina intera;

Lagenocypsela
- 5B: gli acheni hanno un becco rudimentale o assente; l'ovario dei fiori del disco è presente ma sterile; le foglie hanno la lamina dentata;

Solenogyne

### Generi esclusi per riclassificazione
In base alla precedente tassonomia della sottotribù le seguenti entità sono state trasferite ad altri gruppi:
- Myriactis  Less. : trasferito nella sottotribù Asterinae.
- Pappochroma  Raf.: trasferito nella sottotribù Brachyscominae.
- Rhamphogyne S. Moore : trasferito nella sottotribù Grangeinae.
- Rhynchospermum Reinw.: trasferito nella sottotribù Asterinae.
- Sheareria S. Moore : trasferito nella sottotribù Asterinae.
- Thespis DC.: trasferito nella sottotribù Eschenbachiinae.